# Сассекс (округ, Виргиния)
Округ Сассекс (англ. Sussex County) располагается в США, в штате Виргиния. По состоянию на 2010 год, численность населения составляла 12 087 человек. Получил своё название в честь исторической области Сассекс на юго-востоке Англии.

## География
По данным Бюро переписи США, общая площадь округа равняется 1277 км², из которых 1269 км² суша и 7 км² или 0,5 % это водоёмы.

### Соседние округа
- Динуидди (Виргиния) — северо-запад
- Принс-Джордж (Виргиния) —север
- Сарри (Виргиния) — северо-восток
- Саутгемптон (Виргиния) — юго-восток
- Гринсвилл (Виргиния) — юго-запад

## Демография
По данным переписи населения 2010 года в округе проживает 12 087 жителей в составе 4 126 домашних хозяйств и 2 809 семей. Плотность населения составляет 10 человек на км². На территории округа насчитывается 4 653 жилых строений, при плотности застройки 4 строения на км². Расовый состав населения: белые — 36,39 %, афроамериканцы — 62,13 %, коренные американцы (индейцы) — 0,13 %, азиаты — 0,12 %, гавайцы — 0,02 %, представители других рас — 0,54 %, представители двух или более рас — 0,67 %. Испаноязычные составляли 0,82 % населения.
В составе 28,50% из общего числа домашних хозяйств проживают дети в возрасте до 18 лет, 45,00% домашних хозяйств представляют собой супружеские пары проживающие вместе, 18,90% домашних хозяйств представляют собой одиноких женщин без супруга, 31,90% домашних хозяйств не имеют отношения к семьям, 28,20% домашних хозяйств состоят из одного человека, 12,40% домашних хозяйств состоят из престарелых (65 лет и старше), проживающих в одиночестве. Средний размер домашнего хозяйства составляет 2,41 человека, и средний размер семьи 2,94 человека.
Возрастной состав округа: 19,60% моложе 18 лет, 9,00% от 18 до 24, 34,40% от 25 до 44, 23,60% от 45 до 64 и 13,40% от 65 и старше. Средний возраст жителя округа 38 лет. На каждые 100 женщин приходится 135,10 мужчин. На каждые 100 женщин старше 18 лет приходится 142,30 мужчин.
Средний доход на домохозяйство в округе составлял 31 007 USD, на семью — 36 739 USD. Среднестатистический заработок мужчины был 29 307 USD против 22 001 USD для женщины. Доход на душу населения был 14 670 USD. Около 12,80 % семей и 16,10 % общего населения находились ниже черты бедности, в том числе — 24,30 % молодежи (тех кому ещё не исполнилось 18 лет) и 19,20 % тех кому было уже больше 65 лет.